# David Wenham
David Wenham (n. 21 septembrie 1965) este un actor australian care joacă în filme, seriale și în piese de teatru. Este cunoscut pentru rolurile Faramir din trilogia The Lord of the Rings, Carl în Van Helsing, Dilios în 300 și 300 - Ascensiunea unui imperiu și Neil Fletcher în Australia.

## Legături externe
- David Wenham la Internet Movie Database

1. ↑  IdRef, accesat în 11 mai 2020